# Manganosite
La manganosite est une espèce minérale rare composée d'oxyde de manganèse(II) MnO. Elle fut décrite pour la première fois en 1817 pour une occurrence dans les montagnes du Harz, Saxe-Anhalt, Allemagne. Elle a également été trouvée à Långban et à Nordmark en Suède et à Franklin Furnace dans le New Jersey aux USA. On la trouve également au Japon, au Kirghizistan et au Burkina Faso.
On la trouve dans les nodules polymétalliques. Elle se forme lors de l'altération des minéraux de manganèse tels que la rhodocrosite, par métamorphisme et métasomatose pauvre en oxygène.

## Cristallochimie
Elle fait partie d'un groupe d'oxydes isostructurels (Fm3m).
Groupe de la périclase :
- Bunsénite NiO,
- Hongquiite TiO,
- Manganosite MnO,
- Montéponite CdO,
- Chaux CaO,
- Périclase MgO,
- Wustite FeO.